# Palácio Rio Negro (Manaus)
Palácio Rio Negro é a sede do governo e residência oficial do governador do Amazonas. Seu nome original era Palacete Scholz, construído pelo alemão Waldemar Scholz, considerado o "Barão da Borracha". Teve o nome alterado para Palácio Rio Negro em 1918 após autorizada a compra pelo então governador do Amazonas, Pedro de Alcântara Bacellar.

## História
Construído no início do século XX, em estilo eclético, pelo arquiteto italiano Antonio Jannuzzi (1855-1949), para ser residência particular do comerciante da borracha, o alemão Waldemar Scholz, que devido à queda do preço da borracha a partir de 1912 e depois à Primeira Guerra Mundial teve que o hipotecar ao coronel Luiz da Silva Gomes, por 400 contos de réis. Este seringalista e comerciante, numa primeira fase, arrendou o Palácio para residência do governador, e mais tarde foi adquirido pelo governo em 1917 (compra autorizada pela Lei nº892 de 28 julho de 1917) para tornar-se sede do Poder Executivo estadual e residência do governador, permanente como palácio de despachos até abril de 1995.
Em 1997, o Governo do Estado, em virtude de sua beleza arquitetônica e valor histórico,  transformou-o em Centro Cultural Palácio Rio Negro, com espaços abertos a recitais de música erudita e instrumental, exposições, lançamentos de livros, dança e teatro, além de outras atividades.

## Centro Cultural Palácio Rio Negro
Contando com a consultoria especializada de técnicos do Centro Cultural Banco do Brasil (CBBB), a Secretaria de Cultura traçou o novo formato do Palácio Rio Negro, climatizado e adequado a todo tipo de exposição.
A partir de novembro 2000, o Palácio passou a servir de polo para outros espaços culturais, agregando ao seu redor o Museu-Biblioteca da Imagem e do Som do Amazonas/ MISM, o Museu de Numismática Bernardo Ramos, a Pinacoteca do Estado, o Cine-Teatro Guarany e o Espaço de Referência Cultural do Amazonas/ ERCAM, todos funcionando com regularidade e de forma integrada.

### Exposições

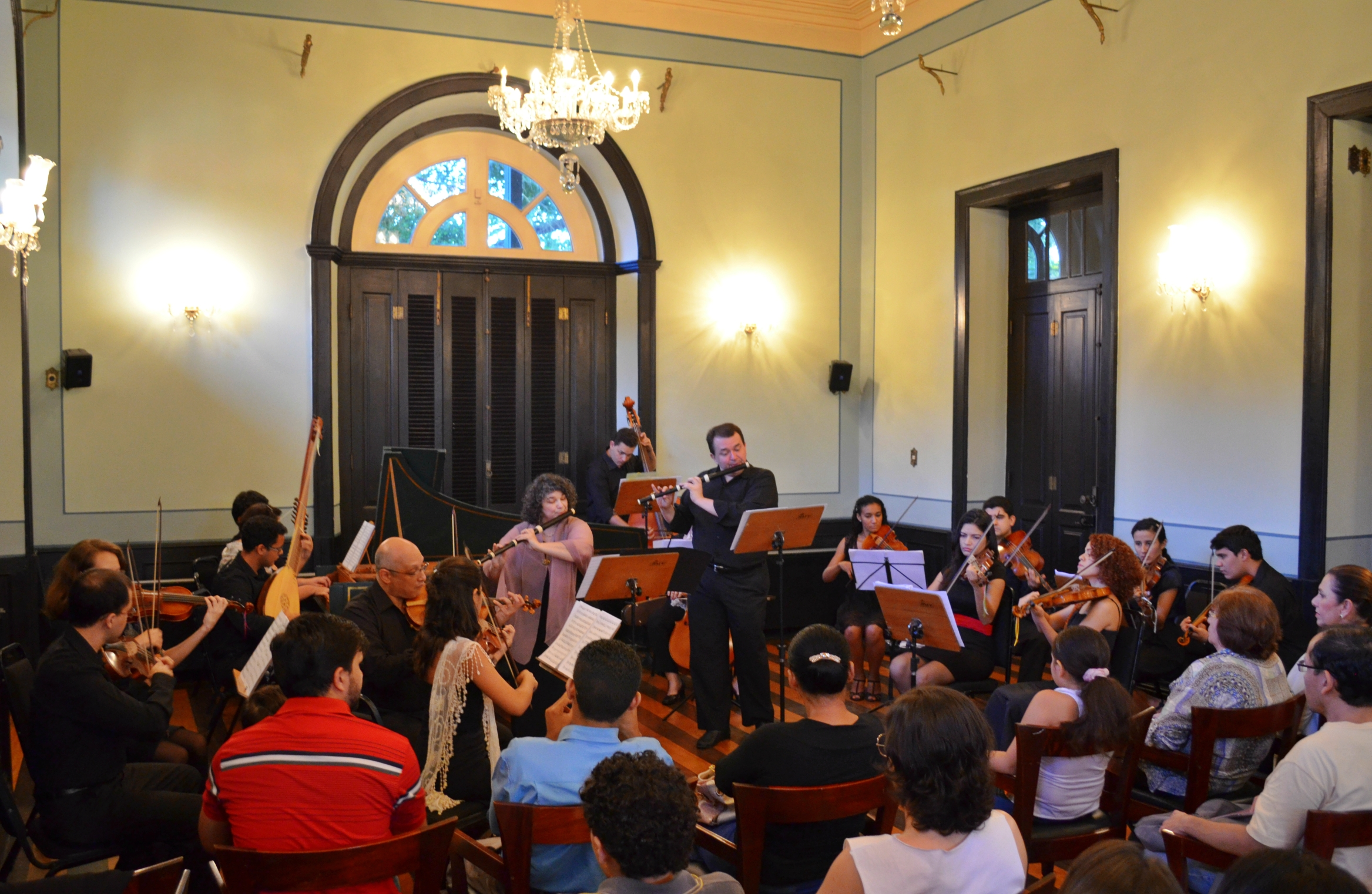
Orquestra tocando dentro do palacete.

Entre as várias exposições que aconteceram no CCPRN destacam-se:
- Exposição Internacional Memórias da Amazônia, com a coleção etnográfica de Alexandre Rodrigues Ferreira.
- Exposição Multimídia Londres Inglaterra (1997)
- I Salão Plástica Amazônica (1998)
- Brennand-Exposição e Desenhos de Franscisco Brennand (2000)
- Ópera: arte e história (2000)
- Exposição George Huebner - um fotógrafo em Manaus (2001)
- II Salão de Humor, Quadrinhos e Animação (2001)
- Viva o Cinema Brasileiro e Exposição da História do Cinema Brasileiro (2001)
- Sharaku Revisitado por Artistas Contemporâneo do Japão (2002).

### Mobiliário
O mobiliário do Centro Cultural Palácio Rio Negro pertencia originalmente ao Palácio do Governo, destacando-se:
- Mesa de jacarandá escura, estilo inglês
- Estatueta de bronze, de autoria do engenheiro Benei
- Estátua de bronze, figura feminina, intitulada L'Inpiration, de Henry Plé
- Cadeiras tipo espreguiçadeira em madeira trabalhada com motivos florais.